# Volkshaus (Bremen)

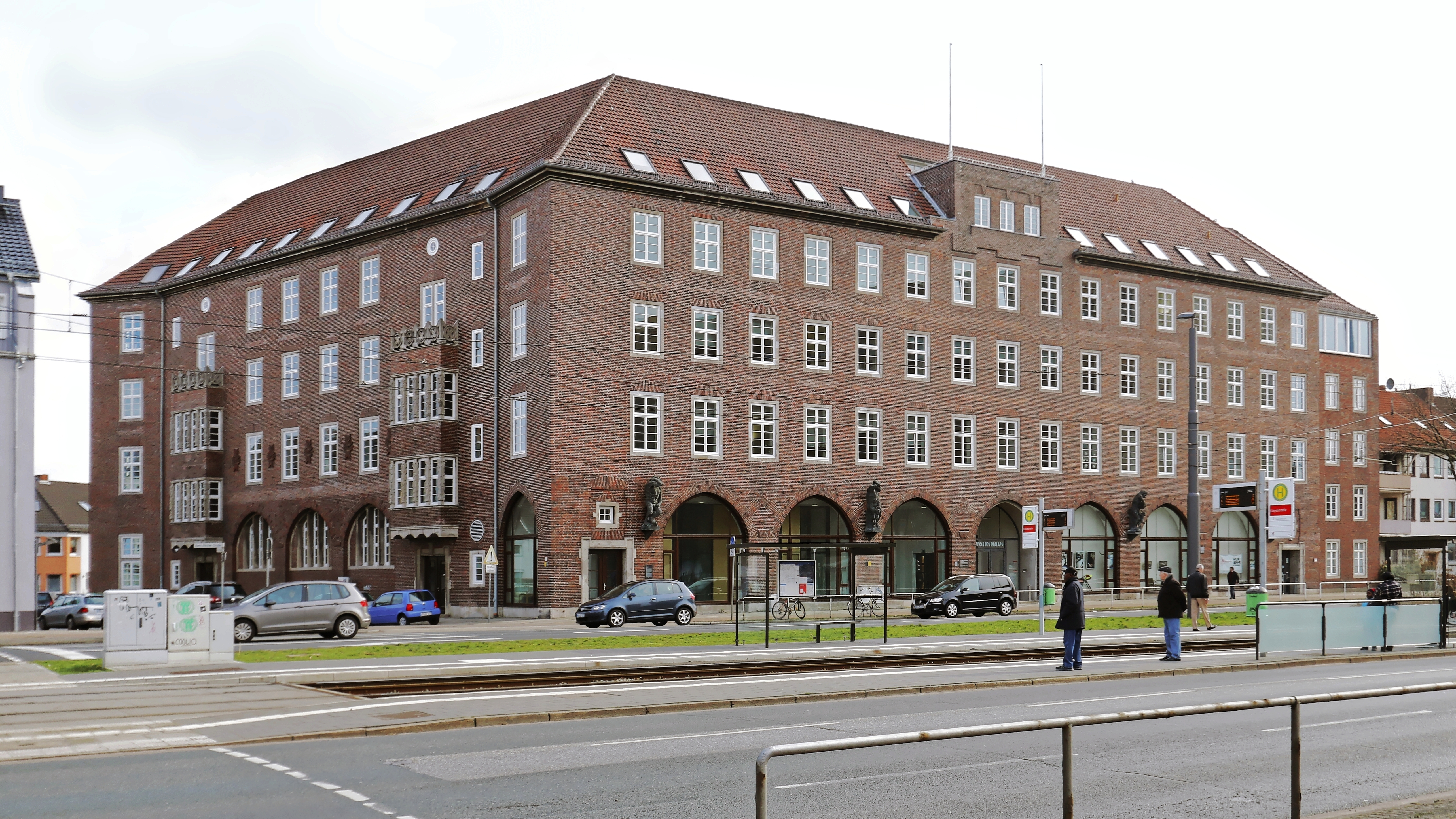
Volkshaus in Bremen, 2016

Das Volkshaus an der Hans-Böckler-Straße (vormals Nordstraße) Ecke Auf dem Kamp im Bremer Stadtteil Walle ist ein 1928 erbautes ehemaliges Volkshaus und Gewerkschaftshaus. Das kriegsbeschädigte und nach Ende des Zweiten Weltkriegs wiederaufgebaute Gebäude dient inzwischen als Behördenhaus und wird seit einer Mitte der 2000er Jahre erfolgten Gebäudesanierung vom Bremer Amt für Soziale Dienste genutzt.

## Geschichte

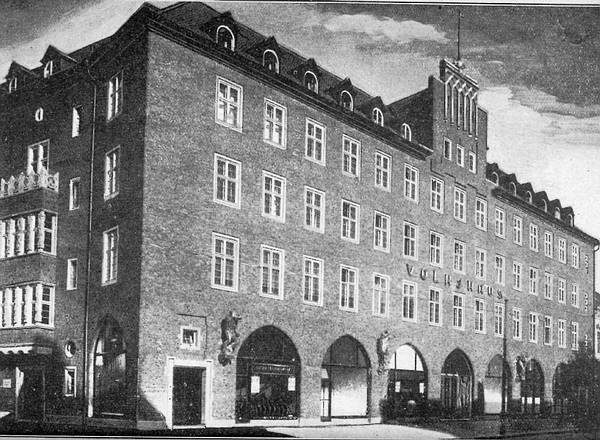
Das Volkshaus in Bremen um 1928

Nachdem die Bremer Gewerkschaften zunächst in einem Haus in der Faulenstraße untergebracht waren, wurde von 1926 bis 1928 nach Plänen des Architekten Richard Jansen ein großer Neubau  mit über 400 Räumen an der Nordstraße errichtet. In dem Gebäude gab es Platz für die Gewerkschaftssekretariate, eine Bibliothek, die Arbeiterkammer, eine Arbeiterbank und ein Jugendheim. Außerdem existierten Geschäftsräume für ein Hotel, ein Restaurant, eine Kegelbahn und ein gemeinnütziges Bestattungsinstitut. An der Backstein-Fassade des Gebäudes befanden sich acht Plastiken von Bernhard Hoetger, aus dem Zyklus des Lebens unter dem Stigma der Arbeit, die unterdrückte Arbeiter darstellten.
Infolge der Machtübernahme wurde das Volkshaus im April 1933 von der Polizei durchsucht. Sie nahm mehrere Gewerkschafts- und Kammerfunktionäre fest. Die Hoetger-Figuren wurden auf Beschluss des Bremer Senats vom 29. März 1933 abgenommen und „im Interesse der öffentlichen Sicherheit und Ordnung“ eingeschmolzen. Anschließend erfolgte die Übernahme des Gebäudes durch die nationalsozialistische Deutsche Arbeitsfront. 1938 kaufte die Stadt das Volkshaus und nutzte es in der Zeit während des Zweiten Weltkrieges für verschiedene Behörden. Im Juli 1944 wurde das Gebäude bei einem Luftangriff schwer beschädigt, nach dem Krieg – mit geringen Veränderungen – jedoch wieder aufgebaut. 1979 wurden sechs der Hoetger-Figuren in einem Nachguss des Bildhauers Manfred Lohrengel wieder angebracht.
Das Volkshaus steht unter Denkmalschutz. Nach einer umfassenden Sanierung des Baus in den Jahren von 2005 bis 2007 wird das Gebäude wieder vom Amt für Soziale Dienste genutzt.

## Ansichten der Hoetger-Skulpturen

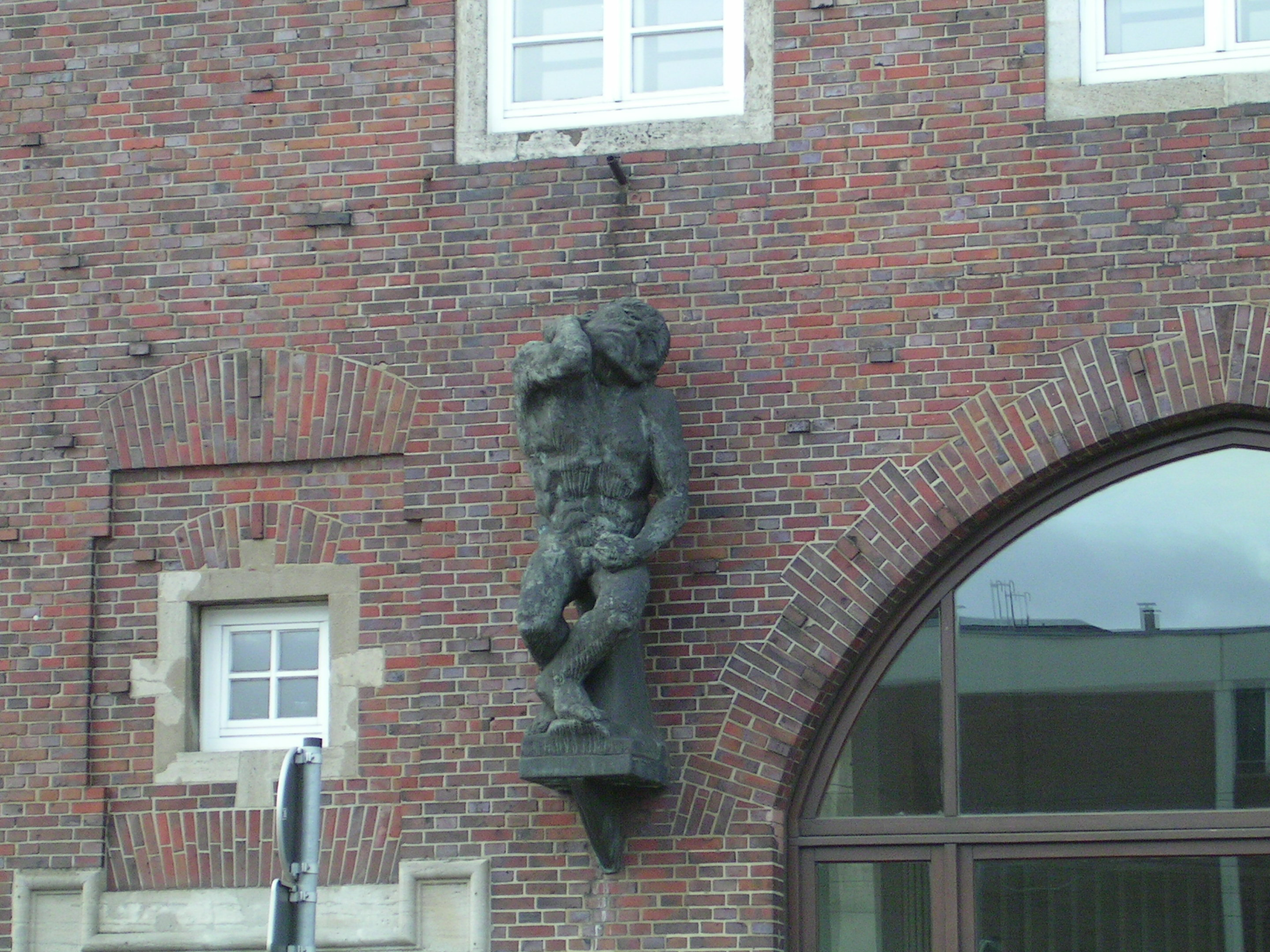
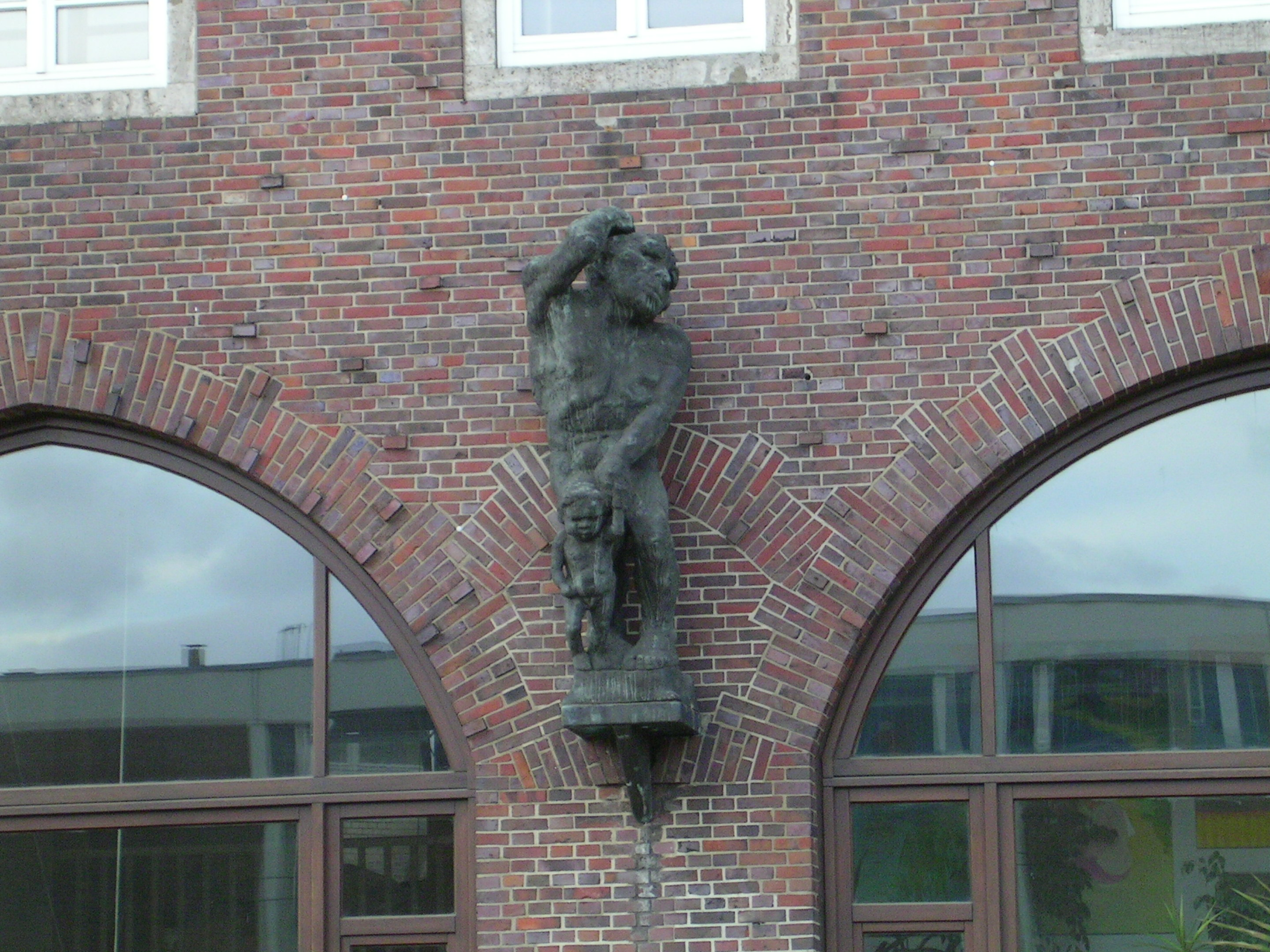
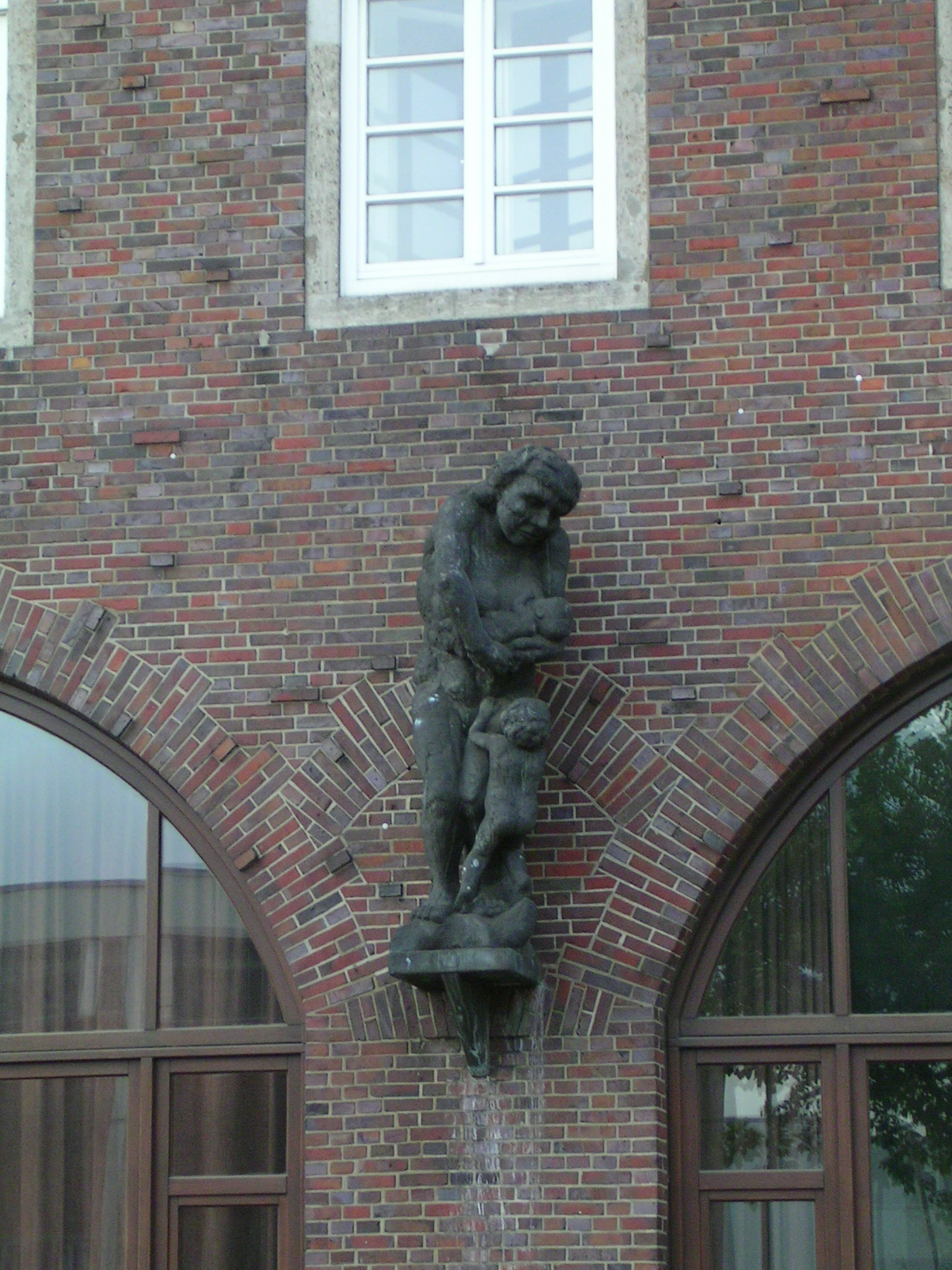
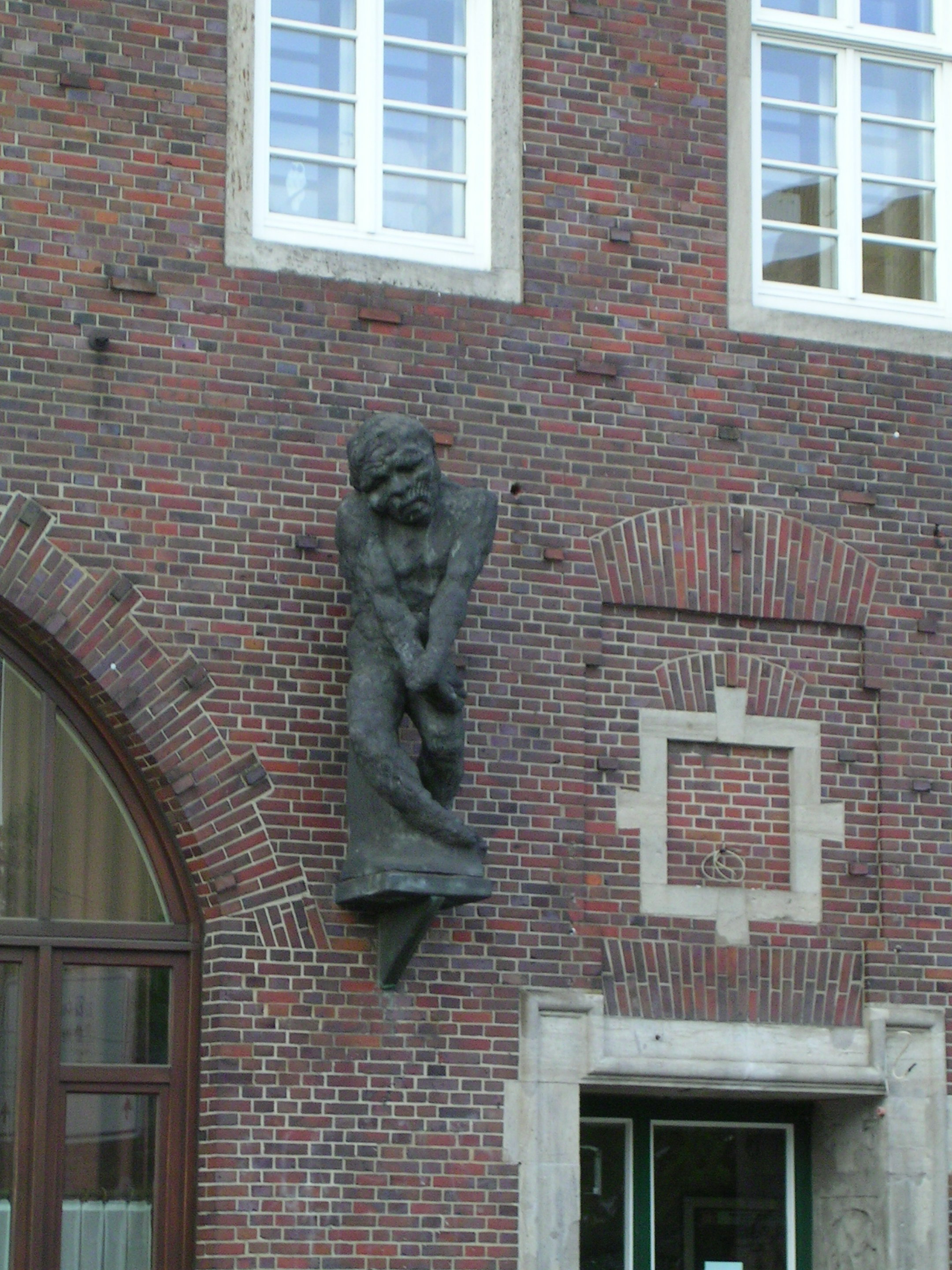